# Jean Le Roy
Jean Aimé Le Roy (1854-1932) est l'inventeur d'une machine de projection appelée le « cinématographe » en 1893.
Le 25 février 1894 à Clayton (New Jersey), il organise un spectacle avec sa première projection de films.